# شرکت جیم هنسن
شرکت جیم هنسن (انگلیسی: The Jim Henson Company) شرکت سرگرمی آمریکایی است، که در سال ۱۹۵۸ توسط جیم هنسن تأسیس شد.